# 3x3 за мушкарце на Летњим олимпијским играма 2020.
Такмичење у 3x3 за мушкарце на Летњим олимпијским играма 2020. одржао се од 24. до 28. јула 2021. године. Све утакмице су се играле на Градском спортском парку Аоми у Токију.
Првобитно је било у плану да се турнир одржи 2020. године, али је 24. марта 2020. Олимпијада одложена за 2021. због пандемије ковида 19. Због ње се све утакмице играју и без присуства публике.

## Систем такмичења
На такмичењу учествују осам екипа и примењује се Бергеров систем. Тимови који су рангирани на првом и другом месту у групи директно се квалификују у полуфинале. Тимови који су пласирани од трећег до шестог места учествују у плеј-офу. Након тога ступа стандардни елиминациони (нокаут) систем.

## Распоред такмичења
| Г | Групна фаза | ¼ | Четвртфинале | ½ | Полуфинале | Б | Утакмица за бронзану медаљу | Ф | Финале |

| 24. јул | 25. јул | 26. јул | 27. јул | 27. јул | 28. јул | 28. јул | 28. јул |
| ------- | ------- | ------- | ------- | ------- | ------- | ------- | ------- |
| Г       | Г       | Г       | Г       | ¼       | ½       | Б       | Ф       |

## Квалификовани тимови
| Начин квалификовања                                        | Датум             | Место одржавања | Бр. тимова | Репрезентација/е              |
| ---------------------------------------------------------- | ----------------- | --------------- | ---------- | ----------------------------- |
| Домаћин                                                    | Н/Д               | Н/Д             | 1          | Јапан                         |
| Светска ранг-листа                                         | 1. новембар 2019. | Уцуномија       | 3          | Кина · РОК · Србија           |
| Мушке квалификације за Олимпијски турнир 2020.             | 26—30. мај 2021.  | Грац            | 3          | Пољска · Холандија · Летонија |
| Универзалне мушке квалификације за Олимпијски турнир 2020. | 4—6. јун 2021.    | Дебрецин        | 1          | Белгија                       |
| Укупно                                                     |                   |                 | 8          |                               |

## Састави
| Тим       | Играчи              | Играчи              | Играчи            | Играчи             | Селектор        |
| --------- | ------------------- | ------------------- | ----------------- | ------------------ | --------------- |
| Србија    | Душан Домовић Булут | Дејан Мајсторовић   | Александар Ратков | Михаило Васић      | Горан Војкић    |
| РОК       | Илија Карпенков     | Кирил Писклов       | Станислав Шаров   | Александар Зујев   |                 |
| Летонија  | Агнис Чаварс        | Едгарс Круминш      | Карлис Ласманис   | Наурис Мијезис     |                 |
| Холандија | Рос Бекеринг        | Димео ван дер Хорст | Арвин Слагтер     | Џеси Ворн          | Брајан Бенџамин |
| Кина      | Ху Ђинћу            | Гао Шијен           | Ли Хаонан         | Јен Пенг           |                 |
| Јапан     | Ира Браун           | Томоја Очиај        | Кеисеј Томинага   | Рјуто Јасуока      | Торстен Лојбл   |
| Пољска    | Мајкл Хикс          | Павел Павловски     | Шимон Рдух        | Пшемислав Замојски | Пјотр Ренкјел   |
| Белгија   | Рафаел Богартс      | Ник Селис           | Тијери Марјан     | Тибо Верворт       |                 |

## Судије
На турниру је судило укупно 12 судија.
- Ванеса Девлин
- Ши Ћиронг
- Су Јујен
- Сара ел Шрнуби
- Едмонд Хо
- Цецилија Тот
- Марек Малишевски
- Влад Гиздареану
- Јевгениј Островски
- Јасмина Јурас
- Маркос Михаелидес
- Глен Туит

## Групна фаза

### Табела
| Место | Тим       | О | П | И | ДП  | ПП  | +/– | ПП   | Коментар     |
| ----- | --------- | - | - | - | --- | --- | --- | ---- | ------------ |
| 1     | Србија    | 7 | 7 | 0 | 138 | 91  | +47 | 100% | Полуфинале   |
| 2     | Белгија   | 7 | 4 | 3 | 126 | 127 | –1  | 57%  | Полуфинале   |
| 3     | Летонија  | 7 | 4 | 3 | 133 | 129 | +4  | 57%  | Четвртфинале |
| 4     | Холандија | 7 | 4 | 3 | 132 | 129 | +3  | 57%  | Четвртфинале |
| 5     | РОК       | 7 | 3 | 4 | 116 | 125 | –9  | 43%  | Четвртфинале |
| 6     | Јапан     | 7 | 2 | 5 | 123 | 134 | –11 | 29%  | Четвртфинале |
| 7     | Пољска    | 7 | 2 | 5 | 120 | 130 | –10 | 29%  |              |
| 8     | Кина      | 7 | 2 | 5 | 119 | 142 | –23 | 29%  |              |

Сатница је по локалном времену (UTC+9).

### Резултати
| 24. јул 2021. 11.35 | Извештај | Пољска        | 14 : 21 | Летонија  | Градски спортски парк Аоми Судије: Маркос Михаелидес (ШВА), Едмонд Хо (ХКГ) |  |
| 24. јул 2021. 11.35 | Извештај | Поени: Хикс 8 |         | Мијезис 7 | Градски спортски парк Аоми Судије: Маркос Михаелидес (ШВА), Едмонд Хо (ХКГ) |  |

| 24. јул 2021. 12.00 | Извештај | Кина        | 13 : 22 | Србија           | Градски спортски парк Аоми Судије: Марек Малишевски (ПОЉ), Глен Туит (САД) |  |
| 24. јул 2021. 12.00 | Извештај | Поени: Ху 6 |         | Домовић Булут 11 | Градски спортски парк Аоми Судије: Марек Малишевски (ПОЉ), Глен Туит (САД) |  |

| 24. јул 2021. 15.00 | Извештај | РОК             | 21 : 13 | Кина | Градски спортски парк Аоми Судије: Глен Туит (САД), Цецилија Тот (МАЂ) |  |
| 24. јул 2021. 15.00 | Извештај | Поени: Зујев 12 |         | Ху 6 | Градски спортски парк Аоми Судије: Глен Туит (САД), Цецилија Тот (МАЂ) |  |

| 24. јул 2021. 15.25 | Извештај | Србија         | 16 : 15 | Холандија | Градски спортски парк Аоми Судије: Едмонд Хо (ХКГ), Марек Малишевски (ПОЉ) |  |
| 24. јул 2021. 15.25 | Извештај | Поени: Васић 5 |         | Ворн 6    | Градски спортски парк Аоми Судије: Едмонд Хо (ХКГ), Марек Малишевски (ПОЉ) |  |

| 24. јул 2021. 18.40 | Извештај | Летонија           | 20 : 21 | Белгија    | Градски спортски парк Аоми Судије: Маркос Михаелидес (ШВА), Едмонд Хо (ХКГ) |  |
| 24. јул 2021. 18.40 | Извештај | Поени: Ласманис 11 |         | Верворт 11 | Градски спортски парк Аоми Судије: Маркос Михаелидес (ШВА), Едмонд Хо (ХКГ) |  |

| 24. јул 2021. 19.05 | Извештај | Јапан                    | 19 : 20 | Пољска                | Градски спортски парк Аоми Судије: Влад Гиздареану (РУМ), Јасмина Јурас (СРБ) |  |
| 24. јул 2021. 19.05 | Извештај | Поени: Браун, Томинага 7 |         | Павловски, Замојски 7 | Градски спортски парк Аоми Судије: Влад Гиздареану (РУМ), Јасмина Јурас (СРБ) |  |

| 24. јул 2021. 22.00 | Извештај | Холандија              | 18 : 15 | РОК         | Градски спортски парк Аоми Судије: Јасмина Јурас (СРБ), Маркос Михаелидес (ШВА) |  |
| 24. јул 2021. 22.00 | Извештај | Поени: Ван дер Хорст 9 |         | Карпенков 6 | Градски спортски парк Аоми Судије: Јасмина Јурас (СРБ), Маркос Михаелидес (ШВА) |  |

| 24. јул 2021. 22.25 | Извештај | Белгија          | 16 : 18 | Јапан     | Градски спортски парк Аоми Судије: Влад Гиздареану (РУМ), Су Јујен (ТАЈ) |  |
| 24. јул 2021. 22.25 | Извештај | Поени: Богартс 5 |         | Јасуока 7 | Градски спортски парк Аоми Судије: Влад Гиздареану (РУМ), Су Јујен (ТАЈ) |  |

| 25. јул 2021. 11.35 | Извештај | РОК                | 16 : 21 | Белгија          | Градски спортски парк Аоми Судије: Влад Гиздареану (РУМ), Цецилија Тот (МАЂ) |  |
| 25. јул 2021. 11.35 | Извештај | Поени: Карпенков 7 |         | Celis, Верворт 7 | Градски спортски парк Аоми Судије: Влад Гиздареану (РУМ), Цецилија Тот (МАЂ) |  |

| 25. јул 2021. 12.00 | Извештај | Пољска             | 12 : 15 | Србија  | Градски спортски парк Аоми Судије: Evgeny Ostrovskiy (РУС), Markos Michaelides (SUI) |  |
| 25. јул 2021. 12.00 | Извештај | Поени: Павловски 4 |         | Васић 5 | Градски спортски парк Аоми Судије: Evgeny Ostrovskiy (РУС), Markos Michaelides (SUI) |  |

| 25. јул 2021. 15.00 | Извештај | Кина         | 17 : 18 | Летонија    | Градски спортски парк Аоми Судије: Јевгениј Островски (РУС), Влад Гиздареану (РУМ) |  |
| 25. јул 2021. 15.00 | Извештај | Поени: Ху 12 |         | Ласманис 11 | Градски спортски парк Аоми Судије: Јевгениј Островски (РУС), Влад Гиздареану (РУМ) |  |

| 25. јул 2021. 15.25 | Извештај | Србија                  | 21 : 14 | Белгија   | Градски спортски парк Аоми Судије: Маркос Михаелидес (ШВА), Цецилија Тот (МАЂ) |  |
| 25. јул 2021. 15.25 | Извештај | Поени: Домовић Булут 13 |         | Богартс 6 | Градски спортски парк Аоми Судије: Маркос Михаелидес (ШВА), Цецилија Тот (МАЂ) |  |

| 25. јул 2021. 18:40 | Извештај | РОК              | 16 : 21 | Пољска      | Градски спортски парк Аоми Судије: Едмонд Хо (ХКГ), Јасмина Јурас (СРБ) |  |
| 25. јул 2021. 18:40 | Извештај | Поени: Писклов 6 |         | Павловски 8 | Градски спортски парк Аоми Судије: Едмонд Хо (ХКГ), Јасмина Јурас (СРБ) |  |

| 25. јул 2021. 19.05 | Извештај | Јапан              | 20 : 21 | Холандија           | Градски спортски парк Аоми Судије: Марек Малишевски (ПОЉ), Ванеса Девлин (АУС) |  |
| 25. јул 2021. 19.05 | Извештај | Поени: Томинага 10 |         | Бекеринг, Слагтер 6 | Градски спортски парк Аоми Судије: Марек Малишевски (ПОЉ), Ванеса Девлин (АУС) |  |

| 25. јул 2021. 22.00 | Извештај | Холандија              | 21 : 18 | Кина  | Градски спортски парк Аоми Судије: Глен Туит (САД), Јасмина Јурас (СРБ) |  |
| 25. јул 2021. 22.00 | Извештај | Поени: Ван дер Хорст 8 |         | Ху 17 | Градски спортски парк Аоми Судије: Глен Туит (САД), Јасмина Јурас (СРБ) |  |

| 25. јул 2021. 22.25 | Извештај | Летонија          | 21 : 18 | Јапан      | Градски спортски парк Аоми Судије: Едмонд Хо (ХКГ), Марек Малишевски (ПОЉ) |  |
| 25. јул 2021. 22.25 | Извештај | Поени: Ласманис 7 |         | Томинага 9 | Градски спортски парк Аоми Судије: Едмонд Хо (ХКГ), Марек Малишевски (ПОЉ) |  |

| 26. јул 2021. 11.35 | Извештај | Белгија           | 20 : 21 | Кина | Градски спортски парк Аоми Судије: Марек Малишевски (ПОЉ), Цецилија Тот (МАЂ) |  |
| 26. јул 2021. 11.35 | Извештај | Поени: Верворт 10 |         | Ху 9 | Градски спортски парк Аоми Судије: Марек Малишевски (ПОЉ), Цецилија Тот (МАЂ) |  |

| 26. јул 2021. 12.00 | Извештај | Србија                 | 21 : 11 | Јапан     | Градски спортски парк Аоми Судије: Едмонд Хо (ХКГ), Глен Туит (САД) |  |
| 26. јул 2021. 12.00 | Извештај | Поени: Домовић Булут 7 |         | Јасуока 8 | Градски спортски парк Аоми Судије: Едмонд Хо (ХКГ), Глен Туит (САД) |  |

| 26. јул 2021. 15.00 | Извештај | Јапан          | 16 : 19 | РОК       | Градски спортски парк Аоми Судије: Глен Туит (САД), Цецилија Тот (МАЂ) |  |
| 26. јул 2021. 15.00 | Извештај | Поени: Браун 7 |         | Писклов 7 | Градски спортски парк Аоми Судије: Глен Туит (САД), Цецилија Тот (МАЂ) |  |

| 26. јул 2021. 15.25 | Извештај | Летонија                | 16 : 22 | Србија         | Градски спортски парк Аоми Судије: Едмонд Хо (ХКГ), Марек Малишевски (ПОЉ) |  |
| 26. јул 2021. 15.25 | Извештај | Поени: тројица играча 5 |         | Мајсторовић 11 | Градски спортски парк Аоми Судије: Едмонд Хо (ХКГ), Марек Малишевски (ПОЉ) |  |

| 26. јул 2021. 18:40 | Извештај | Холандија      | 17 : 18 | Белгија   | Градски спортски парк Аоми Судије: Маркос Михаелидес (ШВА), Јевгениј Островски (РУС) |  |
| 26. јул 2021. 18:40 | Извештај | Поени: Ворн 10 |         | Верворт 7 | Градски спортски парк Аоми Судије: Маркос Михаелидес (ШВА), Јевгениј Островски (РУС) |  |

| 26. јул 2021. 19.05 | Извештај | Пољска             | 19 : 21 | Кина  | Градски спортски парк Аоми Судије: Влад Гиздареану (РУМ), Јасмина Јурас (СРБ) |  |
| 26. јул 2021. 19.05 | Извештај | Поени: Павловски 7 |         | Ху 12 | Градски спортски парк Аоми Судије: Влад Гиздареану (РУМ), Јасмина Јурас (СРБ) |  |

| 26. јул 2021. 22.00 | Извештај | РОК            | 19 : 15 | Летонија   | Градски спортски парк Аоми Судије: Влад Гиздареану (РУМ), Јасмина Јурас (СРБ) |  |
| 26. јул 2021. 22.00 | Извештај | Поени: Зујев 7 |         | Ласманис 6 | Градски спортски парк Аоми Судије: Влад Гиздареану (РУМ), Јасмина Јурас (СРБ) |  |

| 26. јул 2021. 22.25 | Извештај | Холандија                        | 22 : 20 | Пољска | Градски спортски парк Аоми Судије: Маркос Михаелидес (ШВА), Јевгениј Островски (РУС) |  |
| 26. јул 2021. 22.25 | Извештај | Поени: Бекеринг, Ван дер Хорст 6 |         | Хикс 8 | Градски спортски парк Аоми Судије: Маркос Михаелидес (ШВА), Јевгениј Островски (РУС) |  |

| 27. јул 2021. 14.40 | Извештај | Белгија           | 16 : 14 | Пољска | Градски спортски парк Аоми Судије: Едмонд Хо (ХКГ), Влад Гиздареану (РУМ) |  |
| 27. јул 2021. 14.40 | Извештај | Поени: Верворт 11 |         | Хикс 8 | Градски спортски парк Аоми Судије: Едмонд Хо (ХКГ), Влад Гиздареану (РУМ) |  |

| 27. јул 2021. 15.05 | Извештај | Кина         | 16 : 21 | Јапан               | Градски спортски парк Аоми Судије: Маркос Михаелидес (ШВА), Јасмина Јурас (СРБ) |  |
| 27. јул 2021. 15.05 | Извештај | Поени: Гао 8 |         | Томинага, Јасуока 8 | Градски спортски парк Аоми Судије: Маркос Михаелидес (ШВА), Јасмина Јурас (СРБ) |  |

| 27. јул 2021. 18.00 | Извештај | Србија         | 21 : 10 | РОК         | Градски спортски парк Аоми Судије: Маркос Михаелидес (ШВА), Цецилија Тот (МАЂ) |  |
| 27. јул 2021. 18.00 | Извештај | Поени: Васић 8 |         | Карпенков 5 | Градски спортски парк Аоми Судије: Маркос Михаелидес (ШВА), Цецилија Тот (МАЂ) |  |

| 27. јул 2021. 18.25 | Извештај | Летонија         | 22 : 18 | Холандија       | Градски спортски парк Аоми Судије: Едмонд Хо (ХКГ), Јасмина Јурас (СРБ) |  |
| 27. јул 2021. 18.25 | Извештај | Поени: Мијезис 9 |         | Ван дер Хорст 8 | Градски спортски парк Аоми Судије: Едмонд Хо (ХКГ), Јасмина Јурас (СРБ) |  |

## Елиминациона фаза
|  | Четвртфинале | Четвртфинале |          |    | Полуфинале | Полуфинале  |             |  | Финале | Финале |
|  |              |              |          |    |            |             |             |  |        |        |
|  |              |              |          |    |            |             |             |  |        |        |
|  |              |              |          |    |            |             |             |  |        |        |
|  |              |              |          |    |            |             |             |  |        |        |
|  | 28. јул      |              |          |    |            |             |             |  |        |        |
|  |              |              |          |    |            |             |             |  |        |        |
|  | Србија       | 10           |          |    |            |             |             |  |        |        |
|  | Србија       | 10           | 27. јул  |    |            |             |             |  |        |        |
|  |              |              | РОК      | 21 |            |             |             |  |        |        |
|  | Холандија    | 19           | РОК      | 21 |            |             |             |  |        |        |
|  | Холандија    | 19           | 28. јул  |    |            |             |             |  |        |        |
|  | РОК          | 21           |          |    |            |             |             |  |        |        |
|  | РОК          | 21           | РОК      | 18 |            |             |             |  |        |        |
|  | 27. јул      |              | РОК      | 18 |            |             |             |  |        |        |
|  |              | Летонија     | 21       |    |            |             |             |  |        |        |
|  | Летонија     | Летонија     | 21       | 21 |            |             |             |  |        |        |
|  | Летонија     | 28. јул      |          | 21 |            |             |             |  |        |        |
|  | Јапан        | 18           |          |    |            |             |             |  |        |        |
|  | Јапан        | 18           | Белгија  | 8  |            |             |             |  |        |        |
|  |              |              | Белгија  | 8  |            |             |             |  |        |        |
|  |              |              | Летонија | 21 |            | Треће место | Треће место |  |        |        |
|  |              |              | Летонија | 21 |            | Треће место | Треће место |  |        |        |
|  |              |              | 28. јул  |    |            |             |             |  |        |        |
|  |              |              |          |    |            |             |             |  |        |        |
|  | Србија       | 21           |          |    |            |             |             |  |        |        |
|  | Србија       | 21           |          |    |            |             |             |  |        |        |
|  | Белгија      | 10           |          |    |            |             |             |  |        |        |
|  | Белгија      | 10           |          |    |            |             |             |  |        |        |

### Четвртфинале
| 27. јул 2021. 21.00 | Извештај | Холандија              | 19 : 21 | РОК     | Градски спортски парк Аоми Судије: Едмонд Хо (ХКГ), Маркос Михаелидес (ШВА) |  |
| 27. јул 2021. 21.00 | Извештај | Поени: Ван дер Хорст 8 |         | Зујев 9 | Градски спортски парк Аоми Судије: Едмонд Хо (ХКГ), Маркос Михаелидес (ШВА) |  |

| 27. јул 2021. 22.20 | Извештај | Летонија         | 21 : 18 | Јапан      | Градски спортски парк Аоми Судије: Јасмина Јурас (СРБ), Марек Малишевски (ПОЉ) |  |
| 27. јул 2021. 22.20 | Извештај | Поени: Круминш 9 |         | Томинага 8 | Градски спортски парк Аоми Судије: Јасмина Јурас (СРБ), Марек Малишевски (ПОЉ) |  |

### Полуфинале
| 28. јул 2021. 17.30 | Извештај | Србија                 | 10 : 21 | РОК      | Градски спортски парк Аоми Судије: Марек Малишевски (ПОЉ), Маркос Михаелидес (ШВА) |  |
| 28. јул 2021. 17.30 | Извештај | Поени: Домовић Булут 5 |         | Зујев 11 | Градски спортски парк Аоми Судије: Марек Малишевски (ПОЉ), Маркос Михаелидес (ШВА) |  |

| 28. јул 2021. 18.40 | Извештај | Белгија          | 8 : 21 | Летонија   | Градски спортски парк Аоми Судије: Едмонд Хо (ХКГ), Маркос Михаелидес (ШВА) |  |
| 28. јул 2021. 18.40 | Извештај | Поени: Верворт 5 |        | Ласманис 9 | Градски спортски парк Аоми Судије: Едмонд Хо (ХКГ), Маркос Михаелидес (ШВА) |  |

### Утакмица за треће место
| 28. јул 2021. 21.15 | Извештај | Србија                 | 21 : 10 | Белгија   | Градски спортски парк Аоми Судије: Едмонд Хо (ХКГ), Марек Малишевски (ПОЉ) |  |
| 28. јул 2021. 21.15 | Извештај | Поени: Домовић Булут 7 |         | Верворт 5 | Градски спортски парк Аоми Судије: Едмонд Хо (ХКГ), Марек Малишевски (ПОЉ) |  |

### Финале
| 28. јул 2021. 22.25 | Извештај | РОК                | 18 : 21 | Летонија    | Градски спортски парк Аоми Судије: Јасмина Јурас (СРБ),Маркос Михаелидес (ШВА) |  |
| 28. јул 2021. 22.25 | Извештај | Поени: Карпенков 7 |         | Ласманис 10 | Градски спортски парк Аоми Судије: Јасмина Јурас (СРБ),Маркос Михаелидес (ШВА) |  |

| · 2. место · РОК | Победник олимпијског турнира у баскету за мушкарце 2021. године Летонија 1. титула | 3. место Србија |

## Коначан пласман
| Место | Тим       |
| ----- | --------- |
|       | Летонија  |
|       | РОК       |
|       | Србија    |
| 4     | Белгија   |
| 5     | Холандија |
| 6     | Јапан     |
| 7     | Пољска    |
| 8     | Кина      |